# Trochosa moluccensis
Trochosa moluccensis este o specie de păianjeni din genul Trochosa, familia Lycosidae, descrisă de Thorell, 1878. Conform Catalogue of Life specia Trochosa moluccensis nu are subspecii cunoscute.